# Besaia melanius
Besaia melanius är en fjärilsart som beskrevs av Alexander Schintlmeister 1997. Besaia melanius ingår i släktet Besaia och familjen tandspinnare. Inga underarter finns listade i Catalogue of Life.